# 2nd Armored Division (Vereinigte Staaten)

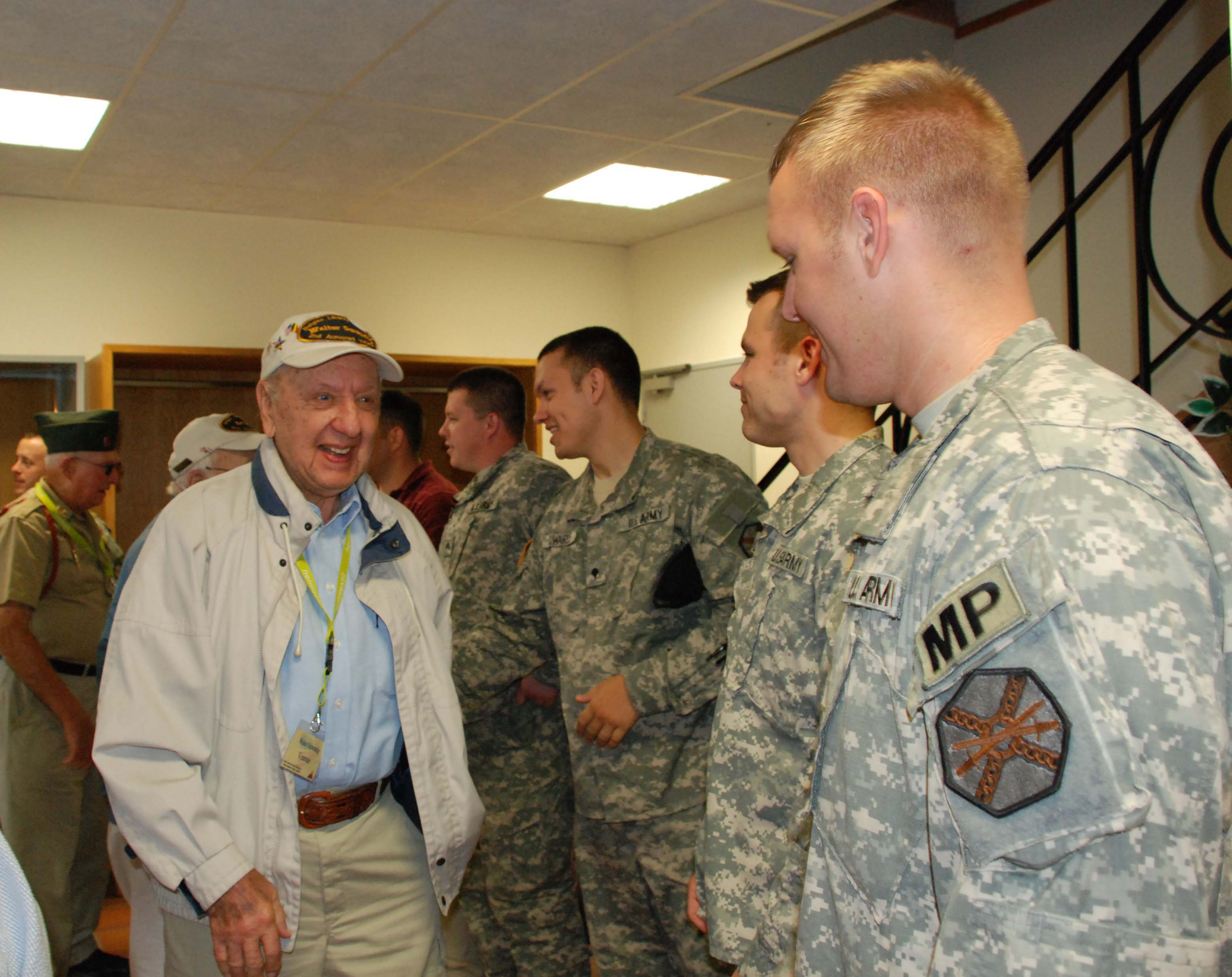
Veteranentreffen der 2nd US-Armored Division in Frankreich

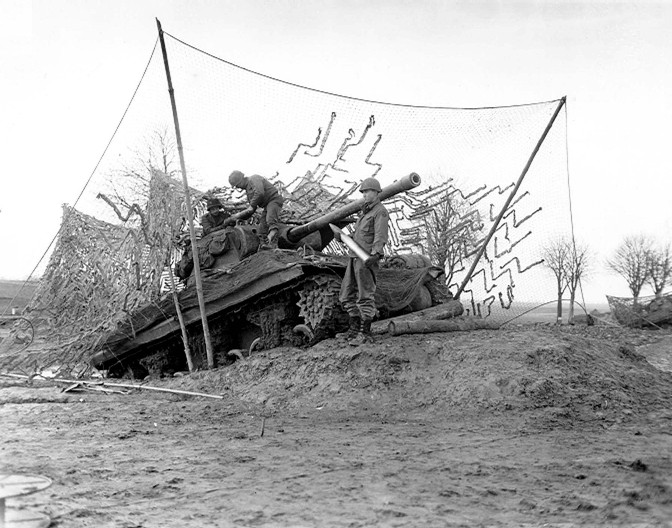
Panzerjäger der 2nd US-Armored Division 1944 in Frankreich

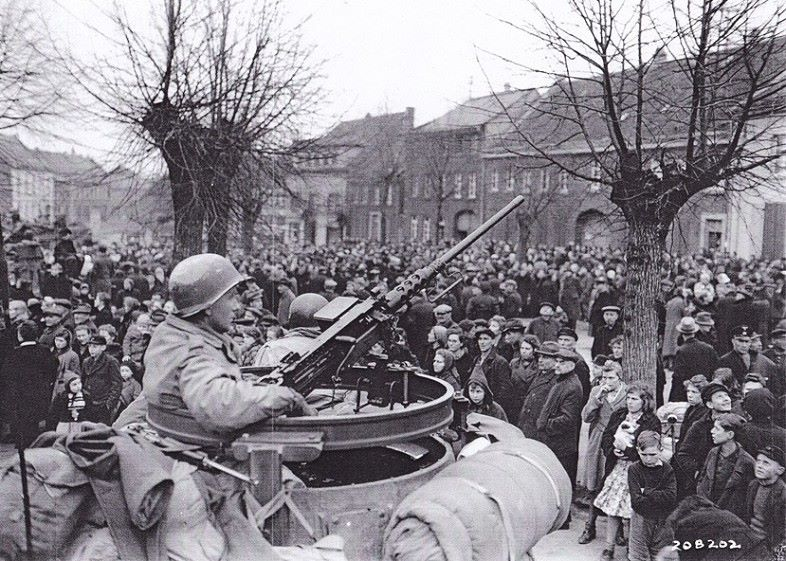
82nd Armored Reconnaissance battalion der 2nd US-Armored Division rückt 1945 in Juchen ein

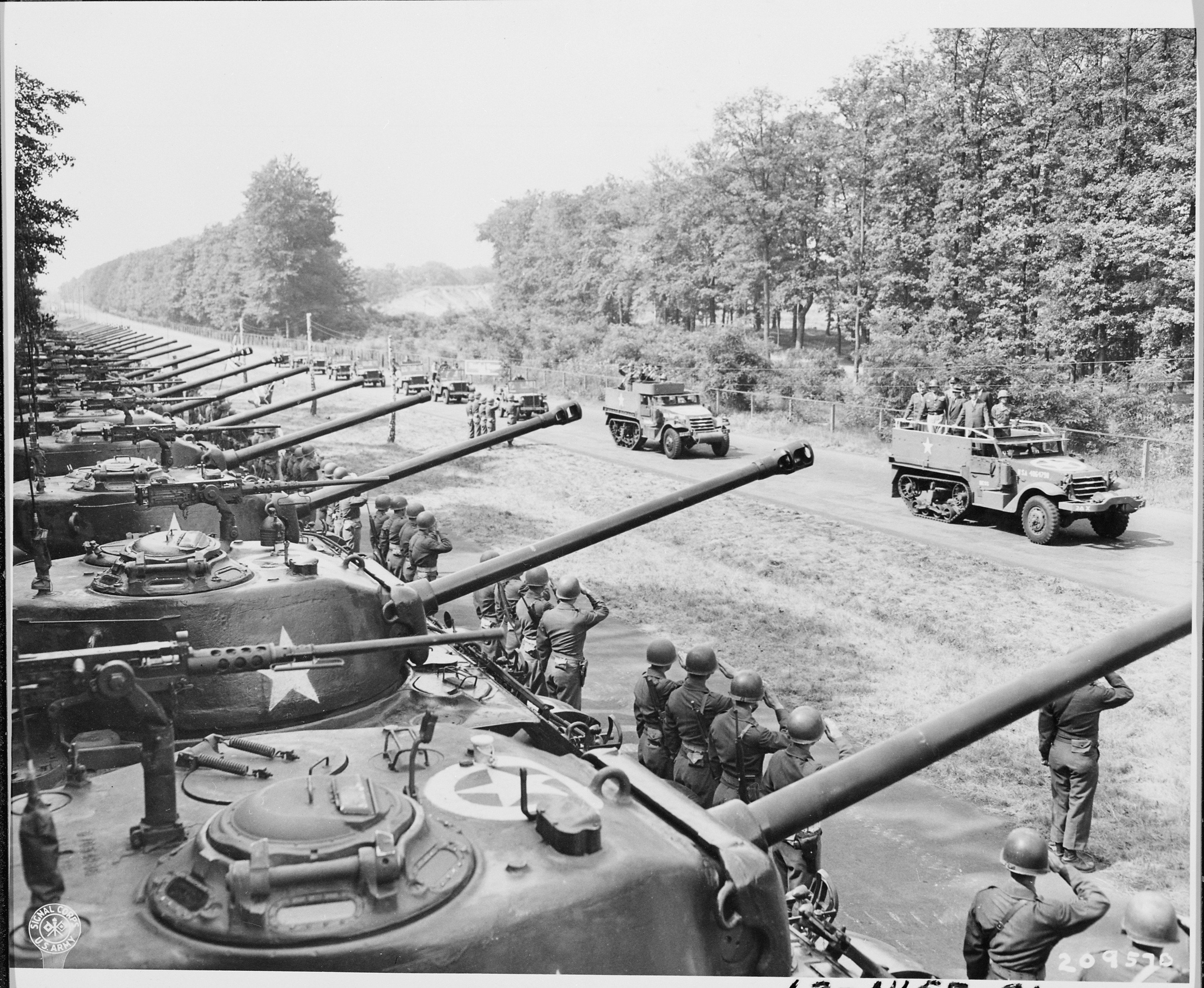
2nd US-Armored Division wird 1945 in Berlin inspiziert

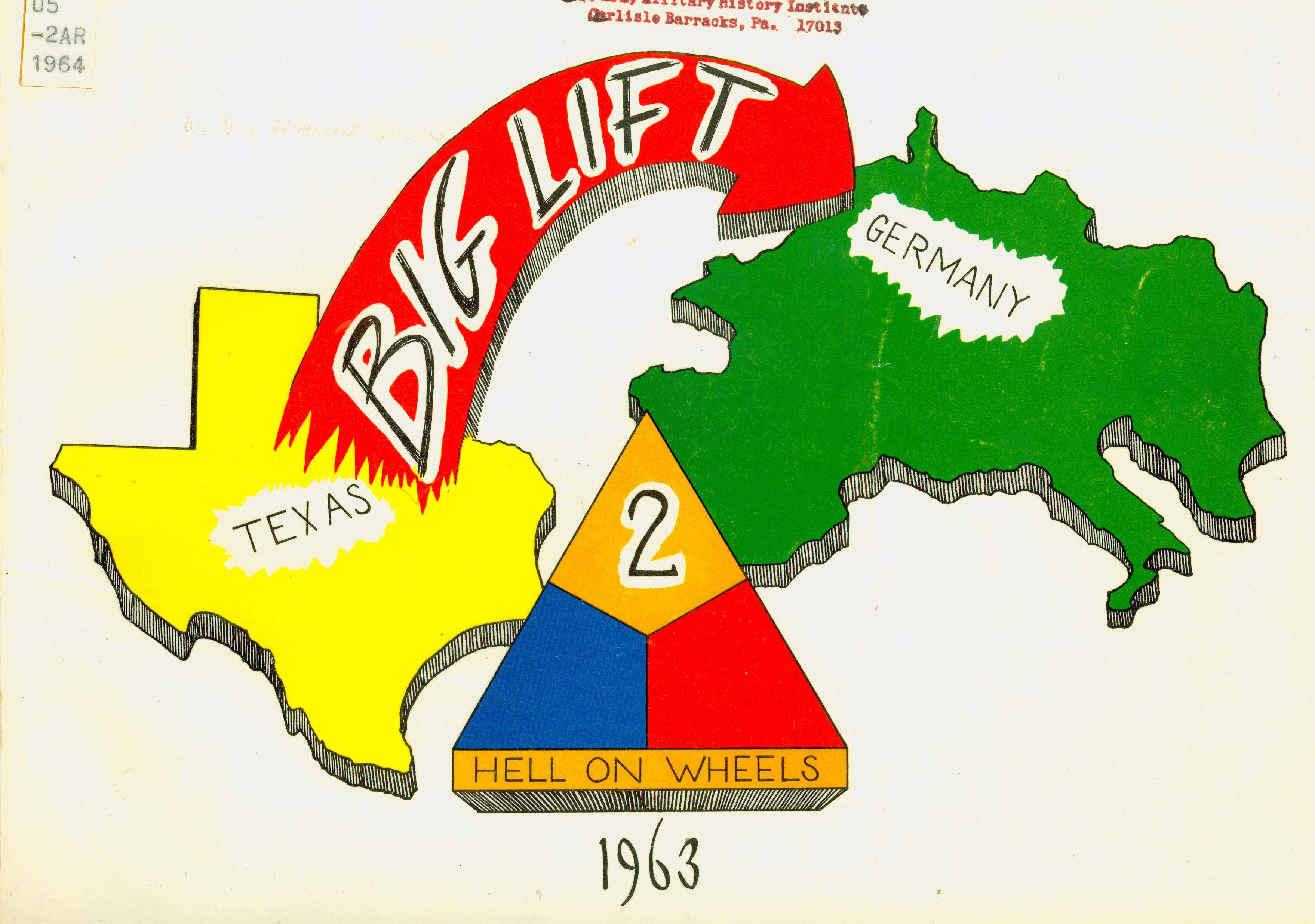
Verlegung der 2nd Armour von Texas nach Deutschland

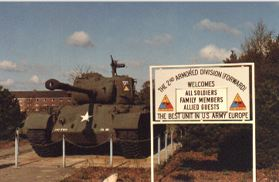
Garnison in Garlstedt

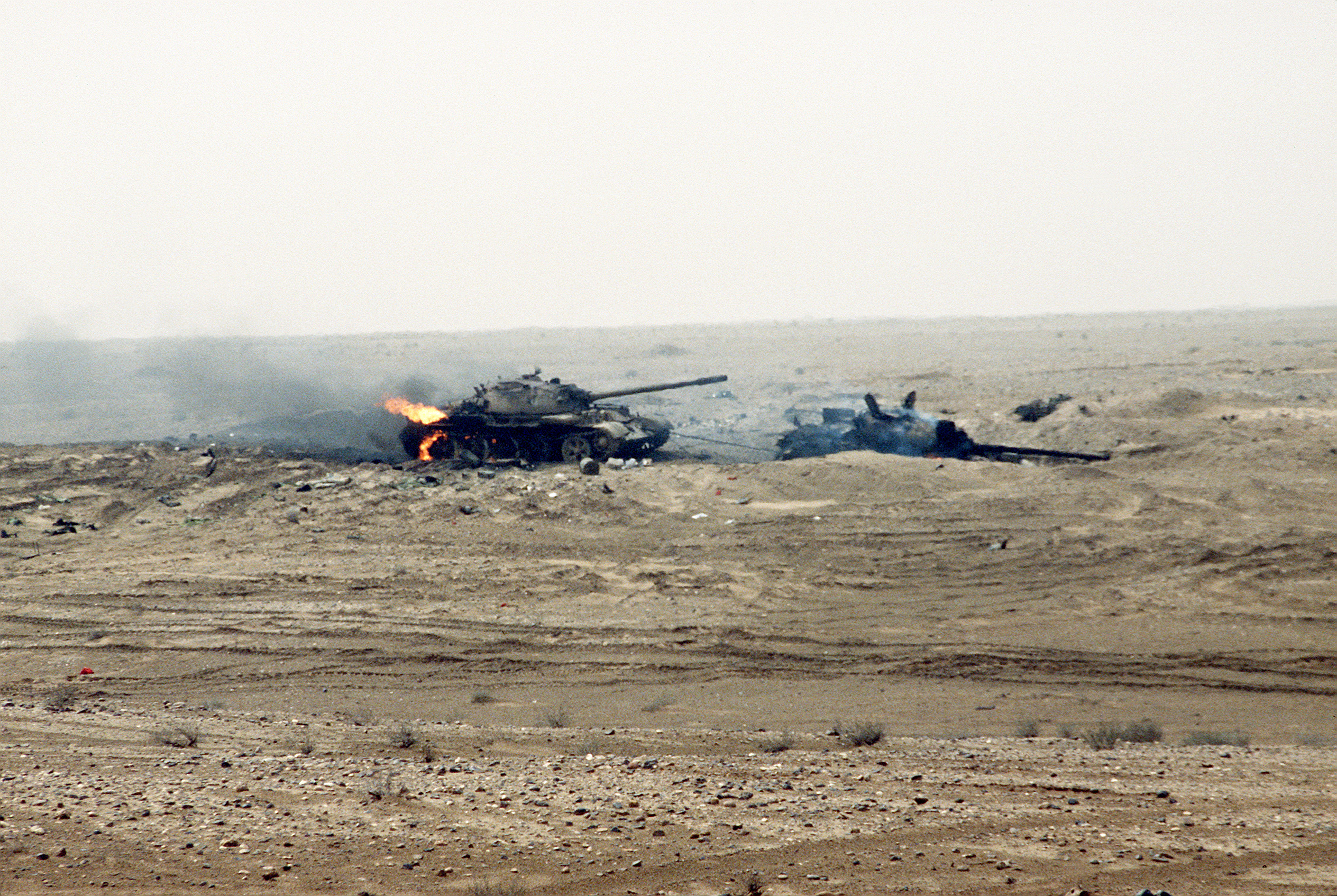
Vernichtete irakische T-55 Kampfpanzer während des Golfkrieges

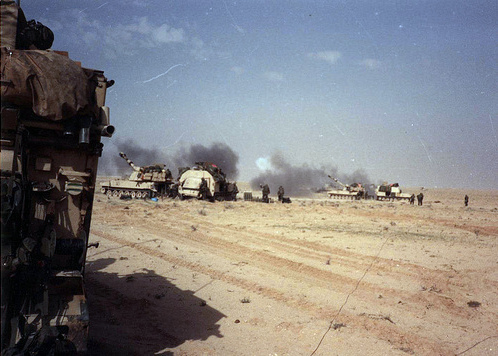
Artillerieschläge einer Feldartillerie-Einheit der 2. US-Panzerdivision auf irakische Stellungen während des Golfkrieges

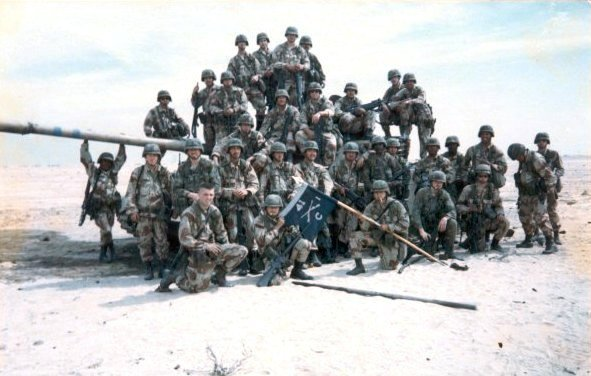
Angehörige der 2. US-Panzerdivision posieren während des Golfkrieges auf einem vernichteten Feindpanzer

Die 2nd Armored Division (deutsch 2. US-Panzerdivision; Spitzname Hell on Wheels, Hölle auf Rädern) war eine Panzerdivision der US-Army. Die Division spielte während des Zweiten Weltkrieges eine wichtige Rolle während der Invasion in Nordafrika und Sizilien. Außerdem bei der Befreiung Frankreichs, Belgiens und der Niederlande und der Besetzung des Deutschen Reichs.  Während des Kalten Krieges war die Division in Fort Hood, Texas stationiert, eine verstärkte Brigade jedoch in Garlstedt, Westdeutschland. Nach der Teilnahme im Golfkrieg wurde die Division im Jahr 1995 aufgelöst.

## Geschichte

### Zweiter Weltkrieg
Die 2nd Armored Division wurde am 15. Juli 1940 in Fort Benning, Georgia, aufgestellt. Ihre ersten Verbände waren das 66th Infantry Regiment (Panzerregiment leichte Panzer), 67th Infantry Regiment (Panzerregiment mittlere Panzer) und das 68th Infantry Regiment (Panzerregiment leichte Panzer). Ihr erster Kommandeur war Major General Charles L. Scott und Colonel George S. Patton, Jr., wobei Letzterer mit der Ausbildung der Panzersoldaten betraut wurde. Scott erhielt im November 1940 das Kommando über das I. US-Panzerkorps und Patton wurde Divisionskommandeur. Im Februar 1942 übernahm Major General Willis D. Crittenberger das Divisionskommando.
Die 2nd Armored Division war als schwere Panzerdivision konzipiert. Sie bestand aus zwei Panzerregimentern zu je vier mittleren Panzerbataillonen und zwei leichten Panzerbataillonen zu je drei Kompanien. Zusammen mit der 3. Panzerdivision behielt sie ihre Organisation während des Zweiten Weltkriegs bei. Die 14 anderen US-Panzerdivisionen wurden in „leichte“ Panzerdivisionen mit drei Panzerbataillonen mit jeweils drei „mittleren“ Panzerkompanien und einer leichten Panzerkompanie umstrukturiert. Beide Typen besaßen jeweils eine Infanteriekomponente von drei mechanisierten Bataillonen, obwohl die schweren Divisionen die Organisationsform des „gepanzerten Infanterieregiments“ unterhielten.
Die Kerneinheiten der Division waren das 41. Panzerinfanterieregiment, das 66. Panzerregiment, das 67. Panzerregiment, das 17. Panzerpionierbataillon, das 82. Panzeraufklärungsbataillon und die 142. Panzerfernmelde-Kompanie. Das 82. gepanzerte Aufklärungsbataillon war als „Auge und Ohr“ der 2. Panzerdivision bekannt.
Die 2. Panzerdivision hatte drei Artillerie-Bataillone zur Verfügung: (14. FArtBtl, 78. FArtBtl und 92. FArtBtl). Die Division besaß auch Unterstützungstruppen, darunter das 2. Ordnance Maintenance Battalion (2. Waffeninstandhaltungs-Bataillon), das 2. Supply Battalion (Nachschubbataillon), das 48. Armored Medical Battalion (48. Sanitätsbataillon) sowie Militärpolizei.

#### Fronteröffnung in Nordafrika
Teile der Division gehörten zu den ersten US-Truppen, die während des Zweiten Weltkriegs offensive Bodenkampfeinsätze auf dem Kriegsschauplatz Europa und Mittelmeerraum unternahmen. Die 2. US-Panzerdivision (Generalmajor Ernest N. Harmon) operierte zusammen mit der 1. US-Panzerdivision in Nordafrika. Damit waren sie, zusammen mit der 1., 3., 9. und 34. US-Infanteriedivision, Teil der westlichen Task Force in der Operation Torch, die am 8. November 1942 in Casablanca in Französisch-Marokko landete. Die 2. US-Panzerdivision war in Nordafrika nicht in Kampfhandlungen verwickelt, sondern hatte Besatzungs- und Ausbildungsaufgaben. Im April 1943 gab Generalmajor Harmon das Kommando der Division an Generalmajor Hugh Joseph Gaffey ab. In Vorbereitung der geplanten Seelandung auf Sizilien wurde die Division für amphibische Operationen trainiert.

#### Operation Husky
Als Reserve der westlichen Task Force für die Operation Husky, landete die 2. US-Panzerdivision am 10. Juli 1943 zur Unterstützung der 1. US-Infanteriedivision in der Schlacht von Gela. Danach trat die 2. US-Panzerdivision am 21. Juli 1943 bei der zweiten Landung in Licata, Sizilien, nach der bekannteren vorherigen Landung der 3. US-Infanteriedivision am 10. Juli 1943 in Aktion. Die 2. US-Panzerdivision, die eng mit Fallschirmjägern der 82. US-Luftlandedivision zusammenarbeitete, kämpfte sich im Folgenden bis zur sizilianischen Hauptstadt Palermo durch. Auf dem Weg dorthin nahm die 2. US-Panzerdivision tausende italienischer Kriegsgefangener. Die Kämpfe in Sizilien endeten am 17. August 1943. Die 2. US-Panzerdivision erhielt in der kurzen Kampagne ihre erste Ehrenmedaille des Zweiten Weltkriegs für Sergeant Gerry H. Kisters. Der Verband erlitt relativ leichte Verluste. Während des Feldzugs stand die Division unter dem Kommando der 7. US-Armee unter Generalleutnant George S. Patton, der zuvor Kommandeur der 2. US-Panzerdivision gewesen war.
Bald darauf wurde die 2. US-Panzerdivision zur Vorbereitung der alliierten Invasion auf die Normandie nach Großbritannien verlegt und verblieb dort bis zum Juni 1944. Im April 1944 erhielt die Division einen neuen Kommandeur, Generalmajor Edward H. Brooks, einen bewährten Veteranen des Ersten Weltkriegs.

#### Landung in der Normandie
Am 9. Juni 1944, drei Tage nach den ersten Landungen in der Normandie, operierte die 2. US-Panzerdivision auf der Cotentin-Halbinsel und bildete später die rechte Flanke des Angriffs der Operation Cobra.
Wenig später landete die 2. US-Panzerdivision am Omaha Beach.
Es kam bei Roncey zu Kämpfen mit der Waffen-SS-Division „Das Reich“ und der 17. SS-Panzergrenadier-Division „Götz von Berlichingen“, woraufhin die deutschen Verbände einen Großteil ihrer Panzerausrüstung verloren. Bei La Chapelle vernichtete die US-Artillerie mit über 700 Geschossen einen Großteil des deutschen Panzerverbandes. Die Verluste der Deutschen waren mit 7.370 Opfern zu 914 Alliierten (Verhältnis 8:1) enorm. Auf der anderen Seite verlor die 2. US-Panzerdivision 49 Panzer.
Am 8. September 1944 erreichte die 2. US-Panzerdivision den Albert-Kanal in Belgien.
Sie überquerte am 18. September 1944 die deutsche Grenze bei Sittard, um Verteidigungspositionen bei Geilenkirchen einzunehmen. Am 3. Oktober startete die Division, erneut unter dem Befehl von Generalmajor Harmon, von Marienberg aus einen Angriff auf die Siegfried-Linie, brach durch, überquerte den Fluss Wurm und eroberte am 16. November 1944 die Ortschaft Puffendorf und am 28. November 1944 Barmen.

#### Rheinkampagne
Die 2. US-Panzerdivision hatte Stellungen entlang der Rur bezogen, als ihr befohlen wurde, zum Gegenangriff der deutschen Ardennenoffensive beizutragen. Die 2. US-Panzerdivision kämpfte in Ostbelgien und verhinderte das Eindringen der deutschen 5. Panzerarmee in US-amerikanische Linien. Im Januar 1945, sollte der Frontbogen verringert werden. Dazu kämpfte die 2. US-Panzerdivision im Wald der Ardennen im Tiefschnee und räumte das Gebiet von Houffalize bis zum Ourthe River von Feindkräften. Die deutsche 2. Panzerdivision befand sich in ihrem ursprünglichen Einsatz an der Maas. Mechanisierten Einheiten dieser Panzerdivision ging in Celles der Treibstoff aus, woraufhin sie von der 2. US-Panzerdivision und der britischen 29. Panzerbrigade vernichtet wurden. Nach einer kurzen Ruhepause im Februar 1945 überquerte die Division am 27. März 1945 den Rhein und war die erste US-amerikanische Division, die später am 11. April 1945 die Elbe in Schönebeck erreichte. Am 20. April 1945 wurde der Vormarsch an der Elbe eingestellt und im Juli 1945 marschierte die Division als erste US-amerikanische Einheit in die Hauptstadt Berlin ein.
Angehörigen der Division wurden 9369 Medaillen verliehen. Darunter etliche Silver Stars und Purple Hearts.
Die Verluste beliefen sich auf 5864 Mann, davon 981 gefallen (KIA – killed in action), 4557 Verwundete, 60 Vermisste und 266 Kriegsgefangene.

### Zwischenkriegsperiode
Nach einer kurzen Besatzungszeit in Deutschland kehrte die Division 1946 nach Fort Hood, Texas, zurück, um sich dort zu reorganisieren. Die 2. US-Panzerdivision kehrte daraufhin in den Jahren 1951 bis 1957 als Teil der 7. US-Armee nach Westdeutschland zurück, bis sie als Teil des III. US-Korps nach Fort Hood zurückkehrte.
Während der Stationierung 1952, als Teil der 7. US-Armee, in Deutschland, befand sich die 2. US-Panzerdivision unter dem Kommando von General Williston Palmer in Stuttgart-Vaihingen.

### Vietnamkrieg
Im Vietnamkrieg kämpften nur Teileinheiten der 2. US-Panzerdivision, nicht der gesamte Verband.
Dazu gehörten die 1/50th Infanterie, 2/1st Kavallerie, 1/40th Feldartillerie und 1/92nd Feldartillerie. Zur Division gehörten die „Fort Hood Three“, eine Gruppe von drei Mannschaftsdienstgraden, die sich weigerten, 1966 ihren Kriegsdienst in Vietnam anzutreten.

### Kalter Krieg
Ein Teil der Division verbrachte die nächsten 35 Jahre in Fort Hood, und der andere Teil der Division leistete während des Kalten Krieges seinen aktiven Dienst in Europa. Ihre Hauptaufgabe bestand darin, sich zur Verteidigung der NATO auf die Durchführung schwerer Panzerkämpfe gegen die Streitkräfte des Warschauer Pakts vorzubereiten. Die 2. US-Panzerdivision war ein wesentlicher Bestandteil der REFORGER-Verbände, die aus zehn Divisionen bestand, im Falle einer sowjetischen Bedrohung der NATO innerhalb kürzester Zeit aus Übersee nach Zentraleuropa zu verlegen. Diese REFORGER-Übungen fanden regelmäßig in den Jahren von 1967 bis 1988 statt.
Die „Manöverbrigaden“ der Division, die fast jährlich im National Training Center eingesetzt wurden, um sich einer gegnerischen Streitmacht zu stellen, welche sowjetische Hauptwaffensysteme und Taktiken nachbildete.
Mit dem Ende des Kalten Krieges und der veränderten Bedrohung durch den Warschauer Pakt begann das US-Heer jedoch, seine Kampfverbände zu reduzieren. Die 2. US-Panzerdivision sollte bereits im Frühjahr 1990 inaktiviert werden.
Im Jahr 1975 wurde die 3. Brigade der 2. US-Panzerdivision nach Westdeutschland verlegt und der NATO-Armeegruppe NORTHAG unterstellt. Die Brigade erhielt zusätzliche Teileinheiten von Heeresfliegern, Pionieren, militärischer Aufklärung, Sanitätsdienste und Nachschub. Die 2. US-Panzerdivision wurde zur Forward-Division ernannt. Die Hauptaufgabe des Verbandes im V-Fall eines bewaffneten Konflikts mit dem Warschauer Pakt bestand darin, entweder Flugplätze und Bereitstellungsräume für den Einsatz des III. US-Korps zu sichern oder direkt an der Innerdeutschen Grenze GDP-Stellungen einzunehmen und als Sperrverband der NATO-Streitmacht zu fungieren.
Von 1975 bis 1978 befand sich das Brigadehauptquartier in Grafenwöhr, zusammen mit den rotierenden Panzer- und Artillerie-Bataillonen, sowie den unterstützenden Pionier- und Kavallerieeinheiten. Zwei rotierende Infanteriebataillone waren in Hohenfels und Vilseck stationiert. Die sechsmonatigen Rotationen dauerten bis 1978 an, unmittelbar vor der Stationierung in permanente Garnisonen in Norddeutschland.

#### Truppengliederung in Garlstedt 1978
- Hq/Hq Co, 2nd Armd Div (Fwd), Garlstedt, Ende September 1978 nach Garlstedt verlegt
- 498th Spt Bn, Garlstedt
- 3rd Bn, 41st Inf (Mech), Garlstedt, aus Wildflecken September 1978; ersetzt durch 1st Bn, 12th Cav
- 2nd Bn, 50th Inf (Mech), Garlstedt, aus Hohenfels; im Oktober nach Garlstedt verlegt
- 2nd Bn, 66th Arm, Garlstedt, am 28. Januar 1979 nach Garlstedt verlegt; ersetzt durch 3-67th Arm (Graf)
- 1st Bn, 14th FA, Garlstedt, am 10. Februar  1979 nach Garlstedt verlegt; ersetzt durch 1-16th FA (Graf)
- C-Trp, 2nd Sq, 1st Cav, Garlstedt, am 11. Januar 1979 nach Garlstedt verlegt;ersetzt durch F Trp (Graf)
- D-Company, 17th Engr Bn, Garlstedt, am 11. Januar 1979 nach Garlstedt verlegt[11]

#### Truppengliederung 1980
Alle Verbände waren in der Clay-Kaserne in Garlstedt stationiert.
- Hqs Company[12]
- 498th Spt Bn
- 2nd Bn, 50th Infantry (Mech), 1983 umbenannt in 4th Bn, 41st Infantry (Mech)
- 3rd Bn, 41st Infantry (Mech)
- 2nd Bn, 66th Armoured Regiment
- 1st Bn, 14th Field Artillery, 1983 umbenannt in 4th Bn, 3rd Field Artillery
- C Trp, 2nd Sq, 1st Cav, 1984 ersetzt durch D Trp, 2nd Sq, 1st Cav (Air)
- D Co, 17th Engineers Bn[13]

Von 1978 bis 1993 war die 2. US-Panzerdivision (Forward) in der Lucius-D.-Clay-Kaserne in Garlstedt, etwa 24 Kilometer von Bremen entfernt, stationiert. Im Laufe ihrer Geschichte waren dort bis zu 20.000 Mann stationiert.
Die Brigade wurde am 25. Juli 1978 während einer militärischen Zeremonie in Grafenwöhr offiziell als 2. US-Panzerdivision (Forward) bezeichnet.
Die Lucius-D.-Clay-Kaserne war eine neue Militäranlage in der Nähe des Dorfes Garlstedt, deren Bau etwa 140 Millionen US-Dollar kostete, von denen die Bundesrepublik Deutschland die Hälfte trug. Die 3. Brigade bestand aus ca. 3.500 Soldaten und ungefähr 2.500 Familienangehörigen und zivilen Angestellte. Die Bundesregierung ließ in der nahe gelegenen Stadt Osterholz-Scharmbeck Familienhäuser errichten. Neben Truppenunterkünften, einem Fuhrpark, Schießstand, Reparatur- und Logistikeinrichtungen sowie einem Standortübungsplatz umfasste die Einrichtung in Garlstedt eine Truppenklinik, ein Postamt, eine Bibliothek, ein Kino und ein Offiziers- und Unteroffiziersheim. Die Soldaten und Familienmitglieder der Division empfingen Radio- und Fernsehsendungen vom American Forces Network (AFN) - Europa über die AFN-Partnerstation in Bremerhaven. Im April 1986 wurde an der Kaserne ein Burger-King-Restaurant eröffnet.
Der Brigadegeneral der 2. US-Panzerdivision hatte ein Mehrfach-Kommando inne. Neben dem Befehl über die schwere Brigade fungierte er gleichzeitig auch als Kommandeur des III. US-Korps (Forward) mit Sitz in Maastricht, Niederlande, und drittens als Kommandeur aller US-Streitkräfte in Norddeutschland, einschließlich der Standorte Garlstedt und Bremerhaven. Im Falle eines Einsatzes des III. US-Korps oder der 2. Panzerdivision würde der Brigadegeneral zu seiner Verwendung als stellvertretender Divisionskommandeur für Operationen der 2. US-Panzerdivision zurückkehren. Diese Kontingenz wurde während der REFORGER-Übungen in den Jahren 1980 und 1987 praktiziert. Zu den Brigadegeneralen, die diese Position innehatten, gehörten James E. Armstrong, George R. Stotser, Thomas H. Tait, William F. Streeter, John C. Heldstab und Jerry R. Rutherford.
Die unterstellten Kampfeinheiten der 3. Brigade bestanden zunächst aus dem 3. Bataillon des 41. Infanterieregiments, dem 2. Bataillon des 50. Infanterieregiments, dem 2. Bataillon des 66. Panzerregiment („Iron Knights – Eiserne Ritter“), dem 1. Bataillon des 14. Feldartillerie-Regimentes und der C-Kompanie der 2. Schwadron des 1. US-Kavallerieregiment. Im Oktober 1983 wurden im Rahmen eines Umstrukturierungsprogrammes des US-Heeres die Verbände 2–50 Infantry in 4–41 Infantry und 1–14 Feldartillerie in 4-3 Feldartillerie umbenannt. Weitere unterstellte Einheiten der Brigade waren schließlich das 498. Unterstützungsbataillon (Vorgeschoben), die D-Kompanie des 17. Pionierbataillons und die 588. Feldnachrichten-Kompanie. Die Brigade unterhielt auch einen Militärpolizei-Zug und eine Abteilung Heeresflieger. Im Jahr 1986 kehrte das 3./41. Infanterieregiment im Rahmen des Besetzungs- und Rückhalteplans COHORT nach Fort Hood zurück und wurde durch das 1./41. Infanterieregiment ersetzt. 1987 kehrte das 4./41. Infanterieregiment nach Fort Hood zurück und wurde durch das 3./66. Panzerregiment ersetzt.
Die stark panzerlastige Brigade der 2. US-Panzerdivision (Forward) bestand zu jener Zeit aus 116 M-1A1-Abrams-Kampfpanzer und fast 70 M2/3-Bradley-Schützenpanzer.

#### Ausrüstung
Ursprünglich wurde die Brigade mit M60 Patton-Kampfpanzern und gepanzerten M113-Mannschaftstransportwagen nach Deutschland verlegt. Der 4. und 3. Feldartillerie stand die selbstfahrende Haubitze M109 155 mm zur Verfügung. 1984 wurde die 2./66. Panzerregiment mit dem Kampfpanzer (MBT – Main Battle Tank) M1 Abrams ausgestattet. 1985 rüsteten die 3/41st Infanterie und die 4/41st Infanterie auf den M2 Bradley Schützenpanzer um. Außerdem wurde die C-Kompanie/2/1-Kavallerie durch eine Luftkavallerietruppe, D-Kompanie/2/1-Kavallerie, ersetzt, die zur Erhöhung der Feuerkraft auf dem Gefechtsfeld mit AH-1S-Cobra-Kampfhubschraubern bewaffnet war.

#### Manöver und NATO-Wettkämpfe
Die Division nahm an zahlreichen großen NATO-Übungen teil, darunter zählten 1985 „Trutzige Sachsen“, „Crossed Swords 86“ und die Verlegeübungen „Return of Forces to Germany-REFORGER“ der Jahre 1980 und 1987. Die unterstellten Einheiten der Division nutzten die NATO Schieß- und Manöverbereiche des Truppenübungsplatzes Bergen-Hohne und alljährlich wurde die gesamte Division nach Grafenwöhr und Hohenfels (beide in Bayern) für NATO-Panzervergleichswettbewerbe verlegt. Die 2. US-Panzerdivision (Forward) erarbeitete sich während dieser Einsätze einen hervorragenden Ruf.
Panzerkompanien der 2/66th und später der 3/66th nahmen am halbjährlichen NATO-Panzervergleichsschießen, der Canadian Army Trophy (CAT), für NORTHAG-Teams teil. Die CHARLIE-Kompanie der 2./66th kämpfte 1983 erstmals um die Trophäe. Während ein westdeutscher Panzerzug in jenem Jahr Hohne den Wettbewerb in Bergen gewann (PzBtl 293 und PzBtl 153 für CENTAG), überraschte ein Panzerzug der 2./66th im Wettbewerb mit guten Schussleistungen ihrer veralteten M60A1-Kampfpanzern, welche eine optische Entfernungsmessertechnologie verwandt, die noch aus der Zeit des Zweiten Weltkriegs stammte. Dies zeigte den Vorteil von bestimmten Kriegserfahrungen gegenüber der modernen Technologie. Die C-Kompanie 2/66th kämpfte 1985 erneut um die Trophäe des CAT, und die D-Kompanie 2/66th trat 1987 für NORTHAG an. Im Jahr 1989 gewann die C-Kompanie 3/66th den Wettbewerb. Die Teilnahme am CAT und das Erreichen der maximalen Punktzahl galt als hoher Leistungsanreiz für die beteiligten Panzerbesatzungen.
Die Division betrieb eine formelle Partnerschaft mit der Panzergrenadierbrigade 32, Schwanewede. Die 2. US-Panzerdivision unterhielt auch kameradschaftliche Beziehungen zu niederländischen, belgischen und britischen NORTHAG-Streitkräften und führte häufig mit ihnen gemeinsame Schulungen in Bergen-Hohne durch.

### Erster Golfkrieg
Die irakische Invasion in Kuwait im August 1990 traf das US-Militär in ihrer Abbauphase nach dem Kalten Krieg in Europa. Die 2. Brigade der Division konnte nicht als Ganzes eingesetzt werden, denn sie befand sich inmitten ihrer Inaktivierung. Einige Einheiten wie die A 1/92nd Field Artillery, eine MLRS-Raketenwerfereinheit, zusammen mit anderen Truppenteilen der 1. Brigade, wurden als „Tiger Brigade“ bekannt, wurden für den Kriegseinsatz ausgegliedert und dem Befehl von Oberst John B. Sylvester unterstellt. Saudi-Arabien beteiligte sich an der Operation Desert Storm, indem es die Streitkräfte des United States Marine Corps (USMC) bei ihrem Angriff auf Kuwait mit schwerer Panzerkräften unterstützte. Der Angriff wurde von 3/41st Infantry's Straight and Stalwart Battalion Task Force und dem 1/3 Field Artillery Battalion der Tiger Brigade angeführt. Der Tigerbrigade wurde die Vernichtung von 181 feindlichen Panzern, 148 
Schützenpanzerwagen, 40 Artilleriegeschützen, 27 Luftabwehrstellungen und 263 gefallenen irakischen Soldaten zugeschrieben, wobei weitere 4.051 Gegner gefangen genommen wurden.
Die 3. Brigade der 2. US-Panzerdivision, die zuvor noch in Deutschland stationiert war, wurde im Herbst 1990 nach Saudi-Arabien verlegt und fungierte als dritte Manöverbrigade der 1. Infanteriedivision aus Fort Riley, Kansas. Eine Task Force der Brigade, die Task Force 1/41st Infantry, war die erste Koalitionstruppe, die am 15. Februar 1991 die saudi-arabische Grenze durchbrach und am 17. Februar 1991 im Irak an Bodenoperationen mit direkten und indirekten Feuergefechten beteiligt war. Diese Task Force war in einen sechsstündigen Kampf verwickelt, um die anfänglichen Verteidigungspositionen der Iraki zu werfen. Ursprünglich war sie mit der Durchführung einer Aufklärungsmissionen gegen irakische Aufklärungseinheiten beauftragt. Die Brigade kämpfte in der Schlacht von 73 Easting zusammen mit der 1. (Mech) Infanteriedivision und dem 2. gepanzerten Kavallerieregiment. Sie waren verantwortlich für die Zerstörung der irakischen 18. Mech und 9. Panzerbrigade der Republikanischen Garde Tawakalna und der 26. irakischen Infanteriedivision. Sie spielten eine Schlüsselrolle bei der Vernichtung der 12. Panzerdivision, die nicht weniger als 80 Kampffahrzeuge zerstörte. Die Brigade vernichtete 60 irakische Panzer und 35 Infanteriefahrzeuge entlang der IPSA-Pipeline, was später als Schlacht von Norfolk bekannt werden sollte. Zu Beginn des dritten Tages der Bodenoffensive war die 2. US-Panzerdivision (Forward) an der Zerschlagung von vier irakischen Panzer- und mech. Brigaden sowie von zwei Divisionen beteiligt. Zwischen Waffenstillstand und offiziellem Kriegsende im April 1991 nahm die 2. US-Panzerdivision (Forward) an Sicherungsoperationen teil, um den Frieden in Kuwait zu gewährleisten. Die Division wurde schließlich nach Saudi-Arabien verlegt, wo sie in der Nähe von Raffia, Saudi-Arabien, drei Flüchtlingslager für 22.000 irakische Flüchtlinge errichtete und betrieb. Nach der Übergabe der Lager an die saudi-arabische Regierung wurde die Einheit nach Deutschland verlegt.
Das Kampfhubschrauberbataillon der Division, 1. Bataillon/3. Heeresfliegerregiment, wurde im Herbst 1990 von Fort Hood nach Saudi-Arabien verlegt und von der 1. US-Kavalleriedivision (ebenfalls in Ft. Hood stationiert) unterstützt. Das Bataillon war mit Boeing AH-64 Apache-Kampfhubschraubern ausgerüstet. Das Bataillon nahm an diversen Luftangriffen entlang der Grenzregion teil. Die Kampfhubschrauber lieferten Deckungsfeuer, als die Bodentruppen in den Irak vordrangen. Das 1. Bataillon/3. Heeresfliegerregiment wurde nach dem Waffenstillstand nach Saudi-Arabien zurückverlegt, wobei zwei Schwärme in Kuwait stationiert blieben, um bei Wiederaufnahme der Feindseligkeiten Betankungs- und Aufrüstungsdienste für Bataillonsflugzeuge bereitzustellen. Im April 1991 kehrte die Einheit nach Fort Hood, Texas, zurück und setzte die Inaktivierung fort, die unterbrochen wurde, als der Irak in Kuwait einfiel. Sie wurde am 16. September 1991 außer Dienst gestellt und die Regimentsflagge an die Schwestereinheit 3. Bataillon, 3. Luftfahrtregiment mit Sitz in Deutschland übergeben. Die Einheit wurde im August 1991 nach Fort Campbell, Kentucky, verlegt und das 2. Bataillon wurde dem 101. Heeresfliegerregiment/101. Luftlandedivision unterstellt.

### Außerdienststellung
Nach dem Golfkrieg durchlief die Division eine Reihe von Inaktivierungen und Umbenennungen. Aufgrund der Umstrukturierung der US-Army nach dem Ende des Kalten Krieges wurde die Division aus dem aktiven Dienst herausgelöst und musste nach mehr als 50 Jahren ununterbrochenem Dienst aufgelöst werden. Bei der Rückverlegung nach Fort Hood im Jahr 1991 wurden die Tigerbrigade und das 1. Bataillon des 3. Luftfahrtregiments, die noch von der 2. US-Panzerdivision übrig geblieben waren, in 3. Brigade/1. Kavalleriedivision und 2. Bataillon/101. Luftfahrtregiment umbenannt. Am 1. September 1991 wurde die in Deutschland stehende 2. Panzerdivision (Forward) offiziell in 2. Panzerdivision umbenannt, nachdem die Hauptelemente der 2. Panzerdivision in Fort Hood inaktiviert worden waren. Sergeant Michael L. Anderson war das letzte Mitglied der 2. US-Panzerdivision. Er war in seiner Funktion ein 74F (74F MOS/Army Computer Programmer), der für die Auftragsbearbeitung für alle verbleibenden Mitglieder des Hauptquartiers der 2. Panzerdivision verantwortlich war. Am 1. September 1991 verarbeitete er die endgültigen Befehle für sich und seinen Kommandanten. Im Sommer und Herbst 1992 wurde die 2. Panzerdivision inaktiviert. Die Lucius D. Clay Kaserne in Garlstedt wurde wieder an die Bundesregierung übergeben und sollte später die Logistikschule der Bundeswehr sowie den Sitz des Generals der Nachschubtruppe beherbergen.
Im Dezember 1992 wurde die 5. (Mech) Infanteriedivision in Fort Polk, Louisiana, in 2. Panzerdivision umbenannt. 1993 zog die Einheit nach Fort Hood um. Im Dezember 1995 wurde die 2. Panzerdivision erneut umbenannt, diesmal in 4. (Mech) Infanteriedivision, stationiert in Fort Carson, Colorado. Damit endete die 55-jährige Geschichte der 2. Panzerdivision offiziell. Mehrere Einheiten, die historisch mit der 2. Panzerdivision verbunden waren, darunter Bataillone des 66. Panzerregiments und des 41. Infanterieregiments, sind derzeit Teil der 4. Infanteriedivision in Fort Carson, Colorado, der 1. Panzerdivision in Fort Bliss, Texas, und der 172. Infanterie-Brigade in Grafenwöhr, Deutschland.
Der Name von Lucius D. Clay wurde später für die Lucius D. Clay Barracks auf dem Wiesbadener Armeeflugplatz wiederverwendet.
Obwohl inaktiviert, wurde die 2. US-Panzerdivision aufgrund ihrer zahlreichen Auszeichnungen und ihrer langen Geschichte als die inaktive Division mit der fünfthöchsten Priorität im Linienschema des United States Army Center of Military History geführt. Alle Flaggen und heraldischen Gegenstände der Division wurden nach ihrer Inaktivierung in das National Infantry Museum in Fort Benning, Georgia, gebracht. Sollte die US-Armee beschließen, in Zukunft weitere Divisionen in Dienst zu aktivieren, so geht man davon aus, dass die erste neue Division die 9. US-Infanteriedivision sein wird, die Zweite die 24. US-Infanteriedivision, die Dritte die 5. US-Infanteriedivision und die Vierte die 2. US-Panzerdivision.

## Organisation
- Divisionsstab
- Service Company, Combat Command A und Combat Command B
- 41st Armored Infantry Regiment/41. Mech. Infanterie-Regiment
- 66th Armored Regiment/66. Panzerregiment
- 67th Armor Regiment/67. Panzerregiment
- 17th Armored Engineer Battalion/17. Panzerpionier Regiment
- 82nd Armored Reconnaissance Battalion/82. Panzeraufklärungsbataillon
- 14th Armored Field Artillery Battalion/14. Feldartilleriebataillon[20]
- 78th Armored Field Artillery Battalion/78. Feldartilleriebataillon
- 92nd Armored Field Artillery Battalion/92. Feldartilleriebataillon
- 142nd Armored Signal Company/142. Fernmeldekompanie
- 17th Armored Ordnance Battalion/17. Nachschubbataillon
- 14th Armored Quartermaster Battalion
- 48th Armored Medical Battalion/48. Sanbataillon
- 2d Armored Division Artillery/Divisionsartillerie
- 2d Armored Division Trains
- Supply Battalion/Nachschubbataillon
- Military Police Platoon/Militärpolizei-Zug[21]

## Liste der Kommandeure
| Name                    | Beginn der Berufung | Ende der Berufung  |
| ----------------------- | ------------------- | ------------------ |
| Charles L. Scott        | Juli 1940           | November 1940      |
| George S. Patton        | November 1940       | Januar 1942        |
| Willis D. Crittenberger | Januar 1942         | Juli 1942          |
| Ernest N. Harmon        | Juli 1942           | 6. April 1943      |
| Allen F. Kingman        | April 1943          | 5. Mai 1943        |
| Hugh J. Gaffey          | 5. Mai 1943         | 17. März 1944      |
| Edward H. Brooks        | 17. März 1944       | 12. September 1944 |
| Ernest N. Harmon        | 12. September 1944  | 19. Januar 1945    |
| Isaac D. White          | 19. Januar 1945     | 8. Juni 1945       |
| John H. Collier         | 8. Juni 1945        | 4. September 1945  |
| John M. Devine          | 4. September 1945   | 24. März 1946      |
| John W. Leonard         | 24. März 1946       | Oktober 1946       |
| Leland S. Hobbs         | Oktober 1946        | August 1947        |
| James G. Christiansen   | September 1947      | 28. Juni 1949      |
| Albert C. Smith         | 28. Juni 1949       | 1. November 1950   |
| Williston B. Palmer     | unbekannt           | 24. November 1951  |
| Charles K. Gailey, Jr.  | 24. November 1951   | 3. April 1952      |
| George W. Read, Jr.     | 3. April 1952       | April 1953         |
| Leander L. Doan         | August 1953         | 20. Januar 1955    |
| Clark L. Ruffner        | 20. Januar 1955     | 5. April 1956      |
| Conrad S. Babcock, Jr.  | 5. April 1956       | 1. Juni 1957       |
| Briard P. Johnson       | 1. Juni 1957        | 30. Oktober 1958   |
| Earle G. Wheeler        | 30. Oktober 1958    | 1. April 1960      |
| Edward G. Farrand       | 1. April 1960       | 1. Juli 1961       |
| William H. S. Wright    | 1. Juli 1961        | 13. Februar 1963   |
| Edwin H. Burba          | 13. Februar 1963    | August 1964        |
| George R. Mather        | September 1964      | Juli 1965          |
| John E. Kelly           | July 1965           | 3. Juli 1967       |
| Joseph A. McChristian   | 3. Juli 1967        | 22. Juli 1969      |
| Leonard C. Shea         | 22. Juli 1969       | 1. November 1969   |
| Wendell J. Coats        | 1. November 1969    | 3. August 1971     |
| George G. Cantlay       | 3. August 1971      | 16. Juli 1973      |
| Robert L. Fair          | 16. Juli 1973       | 5. August 1975     |
| George Patton IV        | 5. August 1975      | 3. November 1977   |
| Charles P. Graham       | 3. November 1977    | 6. Februar 1980    |
| Richard L. Prillaman    | 6. Februar 1980     | Juli 1982          |
| John W. Woodmansee      | Juli 1982           | 20. August 1984    |
| Richard Scholtes        | 20. August 1984     | 24. Juni 1986      |
| Roger J. Price          | 24. Juni 1986       | 24. Juni 1988      |
| Glynn C. Mallory Jr.    | 24. Juni 1988       | Juni 1990          |
| Phillip Mallory         | Juli 1990           | April 1991         |
| Paul E. Blackwell       | April 1991          | Mai 1992           |
| Jared L. Bates          | November 1992       | 7. Mai 1994        |
| Robert S. Coffey        | 7. Mai 1994         | 15. Dezember 1995  |

## Trivia
Der Kriegsfilm Fury-Herz aus Stahl behandelt das fiktionalisierte Schicksal einer Panzerbesatzung des 66th Armored Regiment in den letzten Kriegstagen. In der Episode „Battle of Bloody Gulch“ der Serie Band of Brothers greifen Panzer der 2. US-Panzerdivision in das Gefecht um Manoir de Donville/Hill 30 am 13. Juni 1944 ein.

## Verweise